# Myrinet
Myrinet（ミリネット）は、ミリコム (Myricom) 社製のネットワークシステムである。
最新のMyri-10G Myrinet のスループットは、全二重通信で20Gbps であり、また通信レイテンシが低いことや通信エラー率が低いことから、現在Myrinetはクラスタコンピューティングのネットワークデバイスとして広く使われている。
PCIバスと接続するネットワークインターフェースと、各ネットワークインターフェースをつなぐスイッチで構成されている。